# Molinaea retusa
Molinaea retusa är en kinesträdsväxtart som beskrevs av Ludwig Radlkofer. Molinaea retusa ingår i släktet Molinaea och familjen kinesträdsväxter. Inga underarter finns listade i Catalogue of Life.